# Amieva
Amieva ist eine Gemeinde (conceyu in Asturien, entspricht municipio im übrigen Spanien) im Süden der autonomen Region Asturien in Spanien. Der Verwaltungssitz ist Sames. Die größte Erhebung ist der Peña Santa de Enol mit 2.478 m.

## Geschichte

### Altes Wappen
- oben: Emblem des Pelayo
- unten links und rechts: Wappen zweier wichtiger Familien der Stadt.

### Neues Wappen
seit 30. August 2001:
- links oben: erinnert an die Viehwirtschaft
- rechts oben: erinnert an die Forstwirtschaft
- unten: stellt den Rio Sella und die Picos de Europa dar, die zwei wichtigsten Naturdenkmäler der Gemeinde

## Politik
Die 7 Sitze des Gemeinderates werden alle 4 Jahre gewählt und sind wie folgt unterteilt:
| Partei       | 1979 | 1983 | 1987 | 1991 | 1995 | 1999 | 2003 | 2007 | 2011 | 2015 |
| ------------ | ---- | ---- | ---- | ---- | ---- | ---- | ---- | ---- | ---- | ---- |
| PSOE         | 4    | 4    | 4    | 3    | 3    | 4    | 5    | 4    | 3    | 2    |
| FAC          |      |      |      |      |      |      |      |      | 3    | 4    |
| CD / AP / PP | 2    | 3    | 4    | 3    | 4    | 1    | 2    | 3    | 1    | 1    |
| PCE / IU-BA  |      |      |      | 1    |      |      |      |      |      |      |
| UCD / CDS    | 5    | 2    | 1    |      |      |      |      |      |      |      |
| PAS-UNA      |      |      |      | 2    | 2    | 1    |      |      |      |      |
| URAS         |      |      |      |      |      | 1    |      |      |      |      |
| Total        | 11   | 9    | 9    | 9    | 9    | 7    | 7    | 7    | 7    | 7    |

## Wirtschaft
| TOTAL | 223 | 100   |
| Ackerbau, Viehzucht und Fischerei                                                                        | 82  | 36,77 |
| Industrie                                                                                                | 9   | 4,04  |
| Bauwirtschaft                                                                                            | 17  | 7,62  |
| Dienstleistungsbetriebe                                                                                  | 115 | 51,57 |
| * Daten, Stand 2009 (PDF; 109 kB), SADEI – Statistisches Amt für Wirtschaftliche Entwicklung in Asturien |     |       |

## Bevölkerungsentwicklung
|                                                                                            |
| Quelle: Instituto Nacional de Estadística de España – grafische Aufarbeitung für Wikipedia |

## Klima
Angenehm milde Sommer mit ebenfalls milden, selten strengen Wintern. In den Hochlagen können die Winter durchaus streng werden.

## Parroquias
Anieva ist in 5 Parroquias unterteilt:
- Amieva
- Argolibio
- Mian
- San Román
- Sebarga

## Fiestas und Veranstaltungen
- 13. Juni: la Conmemoración de San Antonio de Sames
- 20. Juni: San Antonio en Argolibio
- Erster Samstag im Juli: La Santina en Sames
- 16. Juli: El Carmen en Sames
- 25. Juli: Santiago en Vis
- Letzter Samstag im Juli: San Antonio en Villaverde
- 9. August, San Román en San Román
- Letzter Samstag im August: San Roque en Pen
- 8. September: Nuestra Señora en Amieva

## Söhne und Töchter der Region
- Cristóbal Ferrado García († 1673), Maler.
- Bernaldo Alonso, (genannt Tarrín) (19. Jahrhundert), Schriftsteller.
- Antonio Llanos Cortés (1812–1871), Rechtsanwalt und Archäologe.
- José Simón y Torre (1847–1909), Schriftsteller und Journalist, Vizepräsident der Asturian Abordnung in Madrid.